# 劉汝輗
劉汝輗（1485年—？年），字以大，江西吉安府安福縣人，軍籍。

## 生平
治《春秋》，行二，由國子生中式丙子科（1516年）江西鄉試第七十九名舉人，年三十九歲中式嘉靖二年（1523年）癸未科會試第三百名，第二甲第二十一名進士。授鄭州知州，历官南京刑部郎中，嘉靖八年九月以党附张璁、桂萼，被弹劾免职。

## 家族
曾祖劉拱政，封刑部员外郎。祖父劉秵，贈大理寺左评事。父劉䀂，義官。母颜氏。具庆下。弟汝輪、汝轅、汝軒。